# Miguel Flaño
Miguel Flaño (ur. 19 sierpnia 1984 w Pampelunie) – hiszpański piłkarz występujący w zespole Córdoba CF, klubu występującego w rozgrywkach Segunda División.
Miguel urodził się w 1984 roku. Od początku kariery był związany z Osasuną, w której przeszedł wszystkie szczeble kariery, od drużyn juniorskich aż po podstawowy skład. Miguel najczęściej występuje na pozycji obrońcy. Dotychczas piłkarz wystąpił w 70 meczach Osasuny w których strzelił 2 gole. Debiut piłkarza miał miejsce 18 października 2004 roku, w wygranym 3:2 przez Osasunę spotkania przeciwko Realowi Betis.
Miguel Flaño jest bliźniaczym bratem Javi Flaño również piłkarza Osasuny.
| Sezon   | Klub         | Kraj      | Rozgrywki          | Mecze | Bramki | Puchar kraju | Mecze | Bramki |
| ------- | ------------ | --------- | ------------------ | ----- | ------ | ------------ | ----- | ------ |
| 2001/02 | CA Osasuna B | Hiszpania | Segunda División B | 10    | 0      | -            | -     | -      |
| 2002/03 | CA Osasuna B | Hiszpania | Segunda División B | 31    | 0      | -            | -     | -      |
| 2003/04 | CA Osasuna B | Hiszpania | Segunda División B | 29    | 2      | -            | -     | -      |
| 2004/05 | CA Osasuna   | Hiszpania | Primera División   | 7     | 0      | Puchar Króla | 5     | 0      |
| 2005/06 | CA Osasuna   | Hiszpania | Primera División   | 12    | 0      | Puchar Króla | 2     | 0      |
| 2006/07 | CA Osasuna   | Hiszpania | Primera División   | 17    | 1      | Puchar Króla | 3     | 0      |
| 2007/08 | CA Osasuna   | Hiszpania | Primera División   | 28    | 1      | Puchar Króla | 1     | 0      |
| 2008/09 | CA Osasuna   | Hiszpania | Primera División   | 33    | 3      | Puchar Króla | 2     | 0      |
| 2009/10 | CA Osasuna   | Hiszpania | Primera División   | 32    | 1      | Puchar Króla | 1     | 0      |
| 2010/11 | CA Osasuna   | Hiszpania | Primera División   | 30    | 2      | -            | -     | -      |
| 2011/12 | CA Osasuna   | Hiszpania | Primera División   | 30    | 1      | Puchar Króla | 2     | 0      |
| 2012/13 | CA Osasuna   | Hiszpania | Primera División   | 22    | 0      | Puchar Króla | 2     | 0      |
| 2013/14 | CA Osasuna   | Hiszpania | Primera División   | 13    | 0      | Puchar Króla | 3     | 0      |
| 2014/15 | CA Osasuna   | Hiszpania | Segunda División   | 32    | 2      | Puchar Króla | 1     | 0      |
| 2015/16 | CA Osasuna   | Hiszpania | Segunda División   | 38    | 0      | -            | -     | -      |
| 2016/17 | CA Osasuna   | Hiszpania | Primera División   | 12    | 1      | -            | -     | -      |
| 2017/18 | CA Osasuna   | Hiszpania | Segunda División   | 2     | 0      | -            | -     | -      |
| 2018/19 | CA Osasuna   | Hiszpania | Segunda División   | 2     | 0      | -            | -     | -      |
| 2018/19 | Córdoba CF   | Hiszpania | Segunda División   | 9     | 0      | -            | -     | -      |